# Вели Иж
Вели Иж је насељено место у саставу града Задра, на острву Иж у Задарској жупанији, Република Хрватска.

## Историја
До територијалне реорганизације у Хрватској налазио се у саставу старе општине Задар.

## Становништво
На попису становништва 2011. године, Вели Иж је имао 400 становника.

## Попис1991.
На попису становништва 1991. године, насељено место Вели Иж је имало 468 становника, следећег националног састава:
| Попис 1991.‍ | Попис 1991.‍ | Попис 1991.‍ | Попис 1991.‍ | Попис 1991.‍ |
| ----------- | ----------- | ----------- | ----------- | ----------- |
|             |             |             |             |             |
| Хрвати      | Хрвати      |             | 441         | 94,23%      |
| Албанци     | Албанци     |             | 4           | 0,85%       |
| Југословени | Југословени |             | 4           | 0,85%       |
| Срби        | Срби        |             | 3           | 0,64%       |
| Немци       | Немци       |             | 2           | 0,42%       |
| Словенци    | Словенци    |             | 2           | 0,42%       |
| непознато   | непознато   |             | 12          | 2,56%       |
| укупно: 468 |             |             |             |             |